# Véronique Nichanian
Pour les articles homonymes, voir Nichanian.
Véronique Nichanian, née le 3 mai 1954 à Boulogne-Billancourt, est une styliste française d'origine arménienne.

## Biographie
Véronique Nichanian naît le 3 mai 1954 à Boulogne-Billancourt.
En 1976, elle sort major de l’École de la chambre syndicale de la couture parisienne,.
Elle débute comme adjointe de Nino Cerruti pour la mode masculine. À 22 ans, elle part s’occuper de la licence Cerruti au Japon,. Elle obtient douze ans plus tard la coresponsabilité des collections homme Cerruti.
Depuis 1988, elle est directrice artistique de l'homme chez Hermès. L'ancien patron d'Hermès, Jean-Louis Dumas l’a accueillie avec ces mots : « Gérez ça comme votre petite entreprise. Vous avez carte blanche ». C'est elle qui habille l’exigeant Jean-Louis Dumas[pertinence contestée].
Dès sa première collection, elle est récompensée du prix du jeune créateur.
Elle n'a pas l'ambition d'ouvrir sa propre maison. « Ça ne changerait rien à mon expression. Et je n'ai pas de problème d'ego ».